# قطرات العسل
قطرات العسل (باليابانية : 蜜×蜜ドロップス تُنطق باليابانية : ميتسو × ميتسو دروبز) هي سلسلة مانغا شوغو يابانية من تأليف المانغاكا كنان مينامي.تم تحويل أول مجلدين من المانجا إلى فيديو رسوم متحركة أصلي حلقتين (اوفا) في عام 2006. وتم تحويل الحلقتين كلعبة علي منصة PlayStation 2 من أنتاج شركة Idea Factory في 6 أبريل 2006 تحت أسم عسل × قطرات العسل حب × حب حياة العسل بالإنجليزية Honey × Honey Drops Love × Love Honey Life باللغة اليابانية فقط. 

## القصة
يوزورو هاجينو هي فتاة ميسورة الحال ترتاد مدرسة هوجو الثانوية. تعمل في وظيفة بدوام جزئي خلال العطلة الصيفية في احدي الفنادق كنادلة، فإنها تواجه مشكلة مع كاي رينجي الذي يأخذ دورة الكوغي وذلك لتعليم أبناء الأرستقراطين مبادئ حياة النبلاء حيث انه قام بتقبيلها عندما قامت بمشاهدته عندما كان يلعب كرة السلة ولكن يوزورو لم يعجبها هذا... وقامت بسكب الماء عليه وصرخت في وجهه وبعد العطلة الصيفية، وجدت أنها اختيرت كـ «عسل» كاي. العسل هو مشروع حيث يختار كل فتي أرستقراطي فتاة من الطبقة الدنيا (عادة ما يتم استخدام العسل من أجل الرفقة ومساعدة سيدها حتى يتمكنوا من التخرج والاستمرار في إدارة الشركات العائلية الخاصة بهم، وعادة ما يكونون قريبين جدًا بحيث يصبحون شركاء مدى الحياة) هذه تسمي بالكوغيكا (في اليابانية، الكوغيكا هي دورة للطلاب «النبلاء» بهدف تعلميهم مبادئ حياتهم وطرق إدارة اموالهم، ويتم اختيار العسل من طالبات الطبقة الدنيا. بحيث تعفى العسل من دفع الرسوم الدراسية.
فهذه تعد بمثابة تحول لحياة يوزورو لأن عائلتها في حالة مالية سيئة للغاية. ومع ذلك، إذا تركت العسل سيدها، سيتم طردها من المدرسة.
طوال فترة القصة، يبدأ كاي في إظهار شخصيات مختلفة لـيوزورو. حيث يقوم بعمل استثناءات خاصة لها، لأنه لم يفعل أبدًا مع أي من الفتيات التي كن بمثابة عسله في الماضي ولكن دائمًا تقع تحت «العقاب» لأنها أحرجته عندما التقت به لأول مرة في فندق، حيثُ عملت كنادلة. ومع ذلك، فهو لا زال يراعي طريقته في التعامل نحوها، وتبدأ المشاعر بينهما في النمو. في البداية، يوزورو ترتبط بكاي كعسله بالقوة، بقرط لوتس التي لا يمكن ليوزورو إزالته. ولكن مع مرور الوقت، بدأت في أطاعته عن طيب خاطر. حتى عندما قطع محاسبه المصرفي توي تمويلها، فإنها لا تزال تقف بجانبه. يصبح كاي رينجي أكثر انبهارًا بها، وقام بحمل حقيبتها عن طيب خاطر، وتصنع زيًا مناسبًا لممارسة كرة السلة (لبطولة الدروبز أو لعبة الأسقاط، وهي مباراة كرة السلة بدون قواعد، حيث يجب أن يتخلى الخاسر عن عسله). لذلك عندما يخسر توي يتوقف عن التمويل، ويقرر الحصول على وظيفة بدوام جزئي معها، وذلك لمضاعفة أموالها حتى يتمكن من مواصلة الدراسة في المدرسة.
يقول كاي لها دائمًا أنه يثق بها، حتى عندما تكذب عليه بشأن أشياء تشعر بالحرج بشأنها (مثل الوظيفة). حتى عندما فكرت في أن تخونه"، فإنه لا يزال يستمع ويساعدها ويذكرها دائمًا بأنه لا يريد أي شيء آخر. يستمع إلى جانبها، وبالمثل هي لن تصدق أي شيء لا يقال لها لكن منه. وهذا سبب آخر لعدم مغادرتها، لأنها إذا لم تسمع صراحة منه أنه لم يعد يريدها أن تكون عسله، فستستمر في كونه هو مهما حدث، حتى لو أخبرتها المحاسبة المصرفية في شركة توي خلاف ذلك أو خطيب Renge مشوش خطيب كاياكا. في وقت لاحق يعود Kayaka إلى أمريكا، ويتم فصل توي (ولكن بعد ذلك ينضم إلى عائلة Kayaka) لقطع التمويل عن الرسوم الدراسية يوزورو، وبعد فترة يتزوجان قليلاً قبل Renge و Yuzuru.
 
في الفصل الأخير، بعد ست سنوات من المدرسة الثانوية، أصبح العسل أحرارًا. هذا يسبب الكثير من الضيق ليوزورو الذي وقف بإخلاص إلى جانبه لمدة 6 سنوات ويجب عليها الآن التخلي عن القرط الذي يربطها به. لكن مرة أخرى، يذكرها كاي بأنه لم يختار فتاة آخري زوجة له بحيث. يسافرون إلى جزيرة استوائية ويتزوجون ويرتدون خواتم الزفاف مع رمز اللوتس الخاص بعائلته.

## روابط خارجية
- قطرات العسل على موقع ANN manga (الإنجليزية)